# Год дельфина
2007 год (продлен на 2008 год) был объявлен Международным Годом дельфина Организацией Объединённых Наций и Программой ООН по окружающей среде.
Конвенция по сохранению мигрирующих видов ООН, в сотрудничестве с её специализированными соглашениями по сохранению дельфинов ACCOBAMS и ASCOBANS, а также Обществом сохранения китов и дельфинов предложили сделать 2007 год «Годом дельфина».

## Дельфины
Дельфины — это находящиеся под угрозой исчезновения морские млекопитающие, имеющие важнейшее значение для истории и культуры человечества. Дельфины обитают в океанах и реках и подвергаются различным опасностям. Для выживания им необходимы чистые океаны и охраняемые территории.
Всего существует около 40 подвидов дельфинов, и они являются важнейшими индикаторами для экосистем, в которых они обитают. Океан, в котором хорошо себя чувствуют дельфины, также пригоден для всех других живых организмов.
Год дельфина — это часть программы ООН «Декада Образования для Устойчивого Развития». Также эта инициатива вносит вклад в снижение потерь живой природы к 2010 году, которую поставили себе правительства различных стран в рамках ООН.

## Кампания
Организация Объединённых Наций, Правительства заинтересованных государств, межправительственные организации, Общественная организация и частный сектор (например TUI) вместе занимаются общим делом — защитой дельфинов.
Одним из важных аспектов в сохранении дельфинов является повышение общественного мнения об этих животных, информационное обеспечение принимающих решения лиц и вовлечение местных жителей в их защиту и охрану.
Основная цель кампании — просвещение и повышение заинтересованности людей. Деятельность в области просвещения направлена в основном на детей, и задействует большое количество учебников, брошюр, постеров и других материалов, распространяемых в школах и среди юных путешественников (например, с помощью партнеров в TUI). Задействованные в кампании общественные организации также играют важную роль в распространении информации о затруднительном положении дельфинов.
Некоторые выдающиеся шаги предпринимались отдельными активистами, как, например, молодой учитель из города Мумбаи, Индия, посетил школы своего города, распространив идеи сохранения дельфинов среди 3000 школьников, их преподавателей и семей. Партнеры Года дельфина спонсировали его образовательными материалами и призами для особо заинтересованных и активных детей.
Кения является одной из наиболее активных стран, принимающих участие в проекте. Там проводится большое количество образовательных мероприятий, патрулирование Защищенных Морских Зон, обмен старых рыболовных снастей на новые-безопасные для дельфинов, и многие другие события.
На веб-сайте проекта размещена информация о более чем 40 видах дельфинов и о особо выдающихся событиях Года дельфина в 2007—2008 годах. Более подробная информация о деятельности и достижениях Года дельфина размещена на веб-сайте

## Покровители и представители
Официальный покровитель Года дельфина — это князь Монако Альбер II, который официально открыл его 17 сентября 2006 года. На церемонии открытия князь произнес следующую речь: «Год дельфина дает мне возможность подтвердить мою приверженность защите и сохранению морского биоразнообразия. С помощью этого проекта мы можем попытаться спасти этих обаятельных морских млекопитающих, находящихся на грани вымирания».
У Года дельфина есть также несколько представителей, среди которых знаменитые пловцы и моряки, а также автор книги «В защиты дельфинов», освещающей разнообразие и различные аспекты поведения и образа жизни дельфинов. В книге дается определение понятия «индивидуальность» и его значение для определения индивидуальности дельфинов, а также их моральных прав, следующих из этого определения. Книга написана профессором Томасом Уайтом.

## Партнеры Года дельфина
- Программа ООН по окружающей среде
- Боннская Конвенция
- Немецкий Туристический Концерн TUI
- ACCOBAMS
- ASCOBANS
- ЮНЕСКО

## Также по теме
- Международные годы ООН